# Tahitian Dog
Il cane tahitiano (ʻŪrī Mā’ohi, tradotto letteralmente come "cane nativo") è una razza canina estinta proveniente da Tahiti e dalle Isole della Società. Simile ad altri ceppi di cani polinesiani, è stato introdotto nelle Isole della Società  e a Tahiti dagli antenati del popolo tahitiano (Mā'ohi) durante le loro migrazioni in polinesiane.
Essi erano una parte essenziale della società tradizionale tahitiana; la loro carne era inclusa nella cucina tahitiana e altre parti del cane venivano usate per realizzare attrezzi e vestiti ornamentali. I cani venivano nutriti con una dieta vegetariana e serviti durante le feste come prelibatezza. Gli esploratori europei furono i primi estranei ad osservare e registrare la loro esistenza, e furono serviti ai primi esploratori tra cui il capitano James Cook. Il cane tahitiano è scomparso come razza distinta dopo l'introduzione di cani europei.

## Caratteristiche
I cani tahitiani sono stati descritti come di taglia piccola o media, simili a terrier o bassotti con le gambe storte. I loro cappotti erano solitamente marroni, bianchi o giallo ruggine con peli lisci. Avevano teste larghe, occhi piccoli, schiene lunghe, musi appuntiti e orecchie erette. Venivano descritti come pigri, timidi e non feroci.
Raramente abbaiavano, ma a volte ululavano. Spesso vengono raggruppati insieme al cane hawaiano Poi dai tassonomisti del XIX secolo a causa del loro aspetto e dieta simili, in contrasto del cane Kurī, che era di dimensioni molto più grandi a causa della loro dieta più ricca di proteine.